# Альмединген, Екатерина Николаевна
Екатери́на (или Елизаве́та) Никола́евна Альмеди́нген (18 [30] сентября 1853, Орлов, Вятская губерния — 20 января [1 февраля] 1887, Санкт-Петербург) — российская детская писательница и переводчица XIX века. Писала свои произведения под псевдонимом Е. Александрова.

## Биография
Родилась 18 (30) сентября 1853 года. Из дворян, сестра Алексея и Александра Альмедингенов Её племянницы Александра Алексеевна и Наталья Алексеевна также стали писательницами.
Окончила курс в Нижегородской женской гимназии. Занималась преподаванием русского языка и истории.
Была постоянной сотрудницей детских журналов «Воспитание и обучение», «Родник» (редактором которых был её брат) и «Задушевное слово», в которых печатались её биографии и исторические и этнографические статьи, и помещала в 1883—1887 годах корреспонденции из Нижнего Новгорода, переводы и компиляции в газете «Новости». В «Воспитании и обучении» было напечатано в 1882 году «Из воспоминаний детства»; в «Роднике» в 1886 году — повесть «История маленькой швеи»; в «Задушевном слове» в 1883 году — стихотворения «По Волге», и «Проказы лешего», и «Очерк из сибирской жизни»; отдельно появились: «И. П. Кулибин, русский механик-самоучка», в 1882 году, и «Ф. Н. Слепушкин», рассказ, в 1885 году.
Скончалась в Петербурге 20 января (1 февраля) 1887 года. После смерти Альмединген были напечатаны в 8—10 книжках «Нови» за 1888 год её картинки семейной жизни «Ошиблись».